# Herschel Johnson
Herschel Vespasian Johnson, född 3 maj 1894 i Atlanta i Georgia i USA, död 16 april 1966, var en amerikansk diplomat.
Herschel Johnson var sonsonson till Herschel Vespasian Johnson. Han växte upp i Charlotte i North Carolina och studerade på University of North Carolina och Harvard University. Han började arbeta vid USA:s utrikesministerium 1920.
Han var ambassadör i Stockholm under större delen av andra världskriget. Han tillträde i december 1941 och slutade den 26 april 1946 för att bli USA:s tillförordnade ambassadör vid Förenta Nationerna 1946-1947. Där var han aktiv för att 1947 i samarbete med den sovjetiske utrikesministern Andrej Gromyko genomdriva FN:s delningsplan för Palestina. Planen drevs igenom i FN:s generalförsamling med röstsiffrorna 33-17.
Herschel Johnson blev därefter ambassadör i Brasilien.